# لوییز تورس
لوییز تورس (اسپانیایی: Luís Vaz de Torres‎؛ ۱۵۶۰–۱۶۱۴) گردشگر و کاشف دریایی اسپانیایی بود. وی اکتشافات جغرافیایی متعددی در استرالیا و گینه نو انجام داد.

## مناطق نامگذاری شده به افتخار تورس
- تنگه تورس
- جزایر تورس
- جزایر تنگه تورس